# Peter Ammon

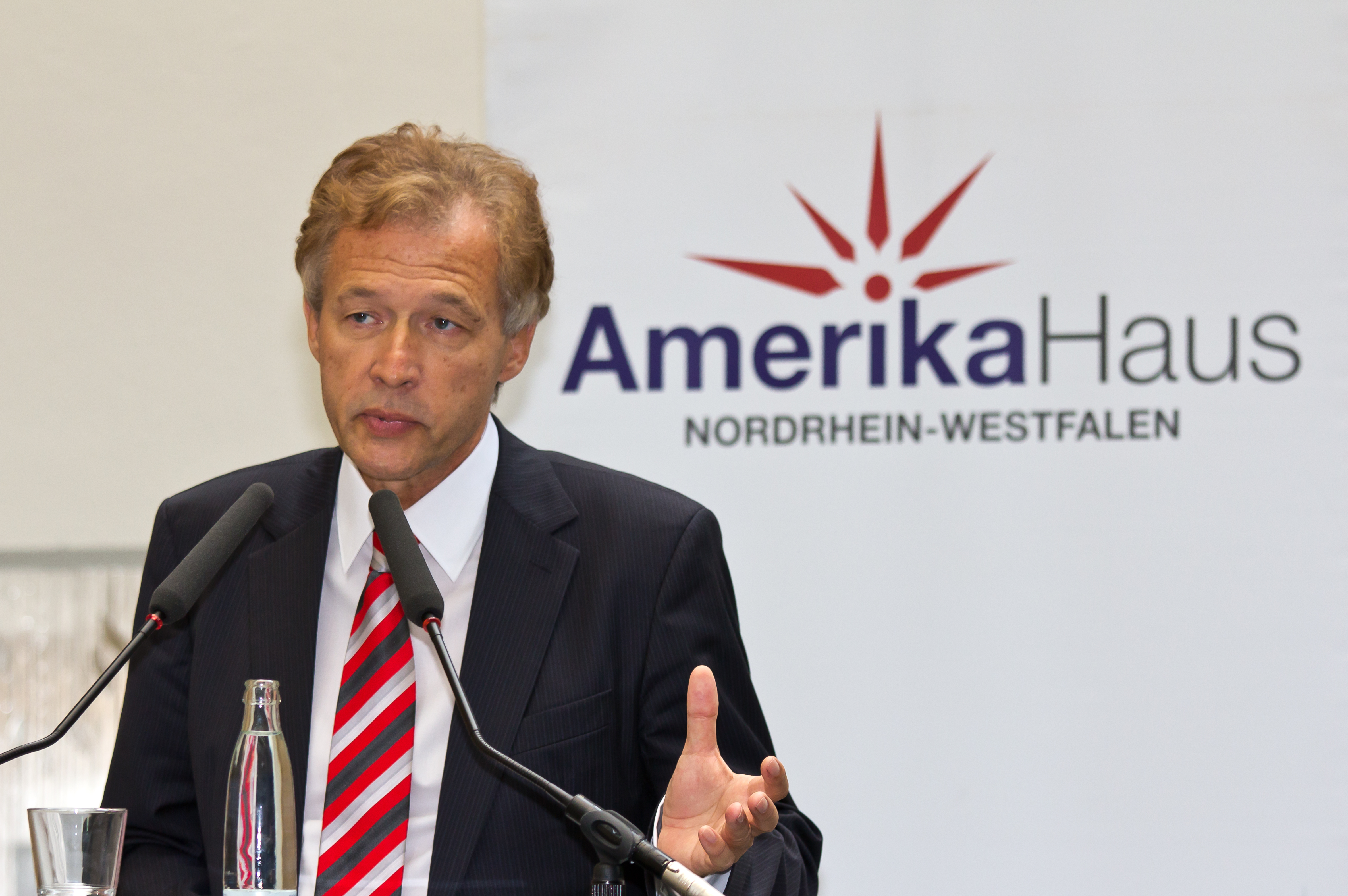
Peter Ammon (2012)

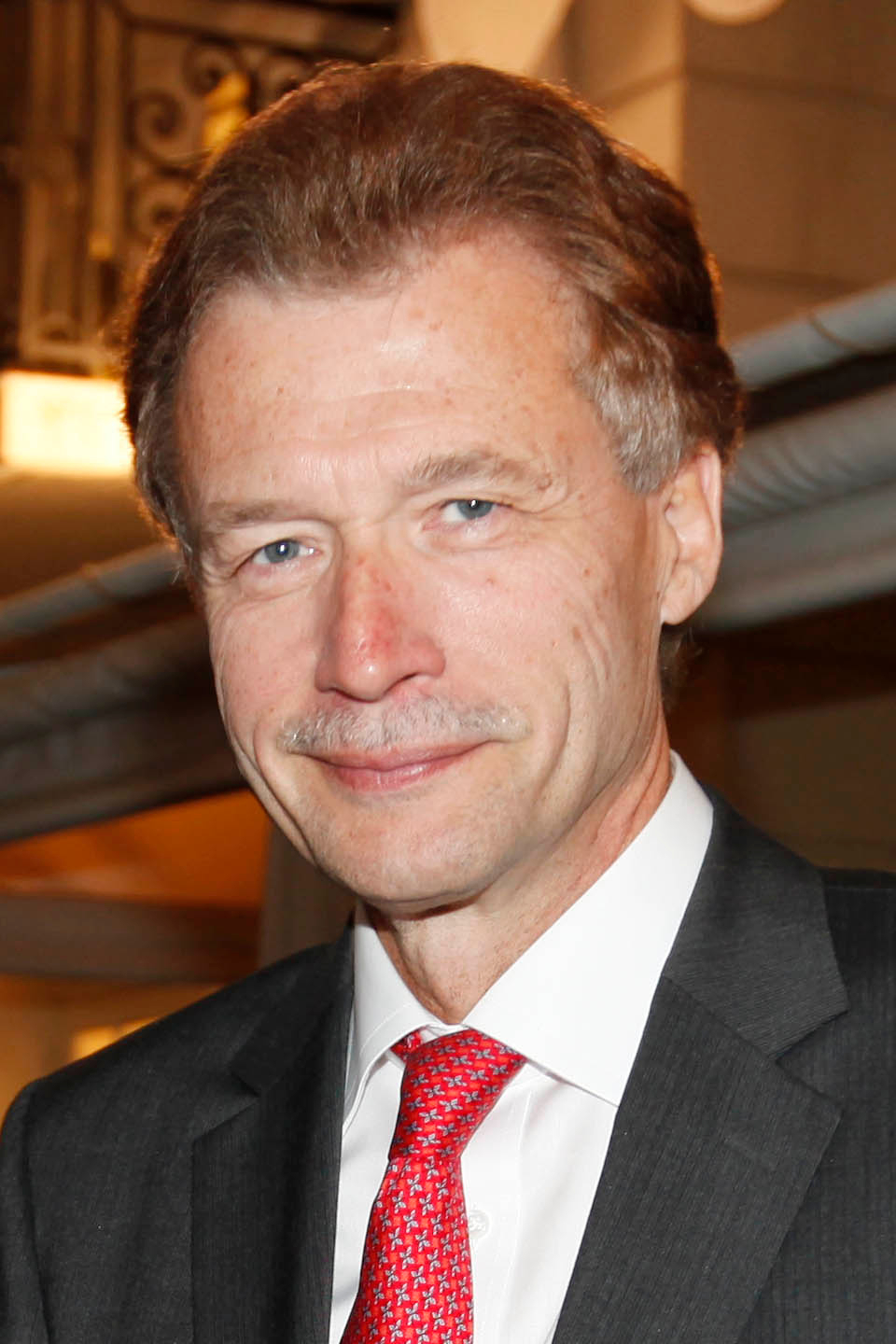
Peter Ammon (2010)

Peter Ammon (* 23. Februar 1952 in Frankfurt am Main) ist ein ehemaliger deutscher Diplomat. Er war von 2008 bis 2011 Staatssekretär im Auswärtigen Amt, von 2011 bis 2014 Botschafter in Washington und von 2014 bis 2018 Botschafter in London.

## Leben
Ammon studierte Mathematik, Physik und Wirtschaftswissenschaften. Von 1975 bis 1978 promovierte er in den Wirtschaftswissenschaften und bekleidete eine Assistenzstelle an der Freien Universität Berlin.
Er ist verheiratet und hat zwei Kinder.

## Laufbahn
Nach seinem Eintritt in den Auswärtigen Dienst absolvierte Ammon bis 1980 die Attachéausbildung in der Aus und Fortbildungsstätte in Ippendorf. Seine erste Auslandsstation führte ihn an die Botschaft London und im Anschluss an die Botschaft Dakar. Danach wechselte er in die Wirtschaftsabteilung des Auswärtigen Amtes. Von 1989 bis 1991 arbeitete er in der Botschaft Neu-Delhi, bevor er erneut nach Bonn kam, dieses Mal in den Planungsstab. Ammon war von 1996 bis 1999 Leiter des Planungsstabes im Bundespräsidialamt. Bis 2001 war er Gesandter und Leiter der Wirtschaftsabteilung der Botschaft Washington. Es folgte ein sechsjähriger Dienst als Leiter der Abteilung für Wirtschaft und nachhaltige Entwicklung im Auswärtigen Amt. Gleichzeitig wurde er als Sous-Sherpa bei den G-8-Gipfeln eingesetzt.
Von 2007 bis 2008 war Ammon Botschafter der Bundesrepublik Deutschland in Frankreich. 2008 wurde er von Außenminister Steinmeier zum Staatssekretär des Auswärtigen Amts ernannt, wo er Georg Boomgaarden nachfolgte. Im August 2011 wurde Ammon als Nachfolger von Klaus Scharioth zum Deutschen Botschafter in Washington ernannt. Von April 2014 bis Januar 2018 war er deutscher Botschafter in London, sein Nachfolger in Washington wurde Peter Wittig.